# 福居ショウジン
福居 ショウジン（ふくい しょうじん、1961年- ）は、日本の映画監督。兵庫県明石市出身。

## 概要
東京工芸大学工学部画像工学科卒業。
大学在学中に『レインジャーごっこ』『血の惨劇'85』『メタル・デイズ』などの作品を制作。
卒業後、ノイズバンド「ホネ」のライブ活動を行いながら、『ゲロリスト』(PFF予選通過)や『キャタピラ』（伝説のバンド、LIBIDOの成田弥宇出演）などの作品を制作。インディーズバンドのライブ・ビデオを製作・演出、自主流通による販売を手がける一方で、塚本晋也監督作品『鉄男』に参加。石井聰亙監督のもとで助監督を務める。
1991年、映像制作集団「ホネ工房」を率い、『ピノキオ√964』を発表。
「映画の上映はライブである」という信念のもと、劇場にPAシステムを持ち込み、現場で自ら特殊エフェクターを駆使してサウンドをオペレートする爆音ライブ上映を展開。中野武蔵野ホールにて10週間のロングランを皮切りに、大阪、京都、名古屋、札幌、福岡を縦断。1992年、第1回日本映画プロフェッショナル大賞・特別賞を受賞。同年ロッテルダム国際映画祭に招待上映され、1994年にはヨーロッパ25ヶ所（オランダ、ドイツ、ベルギー、フランス、イギリス他）で上映される。本作は劇場のみならずライブハウスやギャラリーでの上映も行われ、さらにソルマニアをはじめとするミュージシャンとのコラボレーション上映も展開された。
1996年、『ラバーズ・ラバー』を発表。現代美術界の伝説と言われるギャラリー「レントゲン藝術研究所」で撮影が行われた本作は、完成後、ロッテルダム国際映画祭に招待上映され、さらにヨーロッパ各地を巡回。渋谷シネ・アミューズにて10週間のロングランを記録し、その後、名古屋、松本、浜松、大阪、広島、京都を縦断。
同年、イベント・スペース「東京サロン化計画」の経営を開始、山崎春美、釣崎清隆などのイベントを展開する。
1997年、心霊ドキュメンタリー『C-FILES』を監督。
以降、脚本、CM・プロモーションビデオ・企業PVなど多数。
1999年、世紀末と共に「ホネ工房」の活動を休止。
2003年、映画『GO』(行定勲監督)のメイキング・ビデオを監督。
2004年、ボディ・ペインティングのドキュメンタリー『変態ランド』を監督。
2005年、ホラーDVD『伝染』を監督。同年12月、アメリカ・カナダで『ピノキオ√964』『ラバーズ・ラバー』のDVDが発売される。
2006年、ホラーDVD『怨廻』を監督。
2007年、新たなメンバーのもとに「ホネ工房」を復活。『the hiding-潜伏-』を監督。
2008年・5月、『the hiding-潜伏-』及び『出れない』（『怨廻』劇場用バージョン）を公開。シネマアートン下北沢にて4週間のレイトショーを皮切りに、シネマスコーレ（名古屋）、PLANET+1（大阪）でロードショー公開。同年12月、『ピノキオ√964』の国内版DVDが発売される。
2009年・10月、新宿LOFTで開催された「DRIVE TO 2010」にて『キャタピラ』及び最新作『S-94』の爆音ライブ上映を行う。
2009年から2010年にかけて『the hiding -潜伏-』と『S-94』を中心に、複数の海外映画祭で作品が上映される。
2011年9月から2012年8月にかけ、新大久保ライブハウス・EARTHDOMにて『S-94』の上映とバンドによるライブを中心としたマンスリー企画【CINEMA BLAST】を開催。上映時に特殊なエフェクターを現場で操り、通常の爆音を上回るサウンドを生み出す「巨爆音ライブ上映」を1年間にわたって行う。
2013年7月、ポーランドで開催されるニューホライゾン国際映画祭にて『ピノキオ√964』『ラバーズ・ラバー』が正式出品される。
同年8月、新大久保ライブハウス・EARTHDOMにて【CINEMA BLAST vol.13 凱旋巨爆音LIVE上映】を開催。

## 監督作品
- 『METAL DAYS』1986年
- 『ゲロリスト』1987年
- 『キャタピラ』1988年
- 『ピノキオ√964』1991年
- 『ラバーズ・ラバー』1996年
- 『変躰ランド』2004年オリジナルビデオ
  - ボディ・ペインティングのドキュメンタリー
- 『伝染』2006年オリジナルビデオ
- 『怨廻』2006年オリジナルビデオ
- 『the hiding -潜伏-』2008年
- 『出れない（『怨廻』劇場用バージョン）』2008年
- 『S-94』2010年

## 海外上映履歴
1992年・1月～	ロッテルダム国際映画祭(オランダ)（招待作品）『ピノキオ√964』
1996年・1月～2月	ロッテルダム国際映画祭(オランダ)（招待作品）『ラバーズ・ラバー』
2009年・1月～2月	ロッテルダム国際映画祭(オランダ) (短編部門　Spectrum-Shorts)『the hiding-潜伏-』
2009年・10月	モントリオール・国際ニューシネマ映画祭(カナダ) (TEMPS ZERO)『S-94』
2010年・1月～2月	ロッテルダム国際映画祭(オランダ) (短編部門　Spectrum-Shorts)『S-94』
2010年・4月	ニッポンコネクション(ドイツ) (NIPPON DIGITAL部門　Shozin Fukui Special)
　　　　　　　　　　　　　　　　　　　　　　　　　『the hiding-潜伏-』『S-94』
2010年・5月	Mar del Plata 国際インディペンデント映画祭(アルゼンチン)
『the hiding-潜伏-』『S-94』
2010年・5月	ハンブルク日本映画祭(ドイツ)	『the hiding-潜伏-』『S-94』
	　	
2010年・9月～10月	Festival de Cine Inusual de Buenos Aires(アルゼンチン)
(Internatiol/Focus部門)
　　　　　　　　　　　　　『the hiding-潜伏-』『S-94』『Caterpillar』
2012年・3月	Husets Biograf(デンマーク)　"TRIBUTE to CYBERPUNK ICON SHOZIN FUKUI"
　　　　　　　　　『the hiding-潜伏-』『S-94』『ゲロリスト』『Caterpillar』
2013年・7月      ニューホライゾン国際映画祭(ポーランド)　"Midnight Madness : Cyberpank"
　　　　　　　　　『ピノキオ√964』『ラバーズ・ラバー』